# Kateřina Minařík Kudějová
Kateřina Minařík Kudějová (* 17. ledna 1990 Praha), rozená Kudějová, je bývalá česká vodní slalomářka, kajakářka závodící v kategorii K1.
Je mistryní světa, juniorskou mistryní světa a mistryní Evropy do 23 let. Na seniorském Mistrovství světa 2013 v Praze skončila v individuálním závodě K1 na 8. místě. V kategorii K1 hlídek se v Praze stala mistryní světa společně se Štěpánkou Hilgertovou a Evou Ornstovou. V hlídkách získala rovněž dvě zlaté medaile na kontinentálních šampionátech (2011, 2014). Na ME 2015 vybojovala v individuálním závodě bronz a tentýž rok se stala také mistryní světa v individuálním závodě i v závodě hlídek. Startovala na Letních olympijských hrách v Riu 2016, kde skončila na desátém místě, a na LOH 2020 v Tokiu (15. místo).
Závodila za USK Praha, trénoval ji Jiří Prskavec starší.
V roce 2020 se vdala za Tomáše Minaříka. V květnu 2022 oznámila ukončení sportovní kariéry.

## Největší sportovní úspěchy
- 1. místo na Českém poháru - Troja 2016
- 1. místo na Mistrovství světa 2015 (individuálně[4] i hlídky)
- 1. místo na Mistrovství světa 2013 (hlídky)
- 1. místo na Mistrovství Evropy 2011 (hlídky)
- 1. místo na Mistrovství Evropy 2014 (hlídky)
- 1. místo na Mistrovství světa do 23 let, 2012, USA
- 1. místo na Mistrovství Evropy juniorů 2006, 2008
- 1. místo na Mistrovství Evropy do 23 let, 2009
- 2. místo na Mistrovství Evropy juniorů 2007
- 2. místo na Mistrovství Evropy do 23 let, 2010
- 3. místo na Mistrovství Evropy 2015
- 3. místo na Mistrovství světa juniorů 2008
- 3. místo v závodě Světového poháru 2011 v L'Argentière-la-Bessée